# 156 Xanthippe
A 156 Xanthippe a Naprendszer kisbolygóövében található aszteroida. Johann Palisa fedezte fel 1875. november 22-én.